# جدعون إيمري
جدعون إيمري (بالإنجليزية: Gideon Emery)‏ هو عازف الجاز وممثل بريطاني، ولد في 12 سبتمبر 1972 بونزر في المملكة المتحدة.

## أعمال

### أفلام
- (2009) الذي لا يقهر[4]
- (2010) اللصوص[5]
- (2015) بيرنت[6][7]
- (2015) كرامبس[8]
- (2017) رابونزل وخطوات إلى السعادة

### مسلسلات
- 24
- لوس أنجلوس
- كاسل

### صوت الأدوار

#### ألعاب الفيديو
| السنة | العنوان                         | الدور                           | ملاحظات            | المصدر |
| ----- | ------------------------------- | ------------------------------- | ------------------ | ------ |
| 2011  | باتلفيلد 3                      | الرقيب أول هنري "بلاك" بلاكبيرن | التقاط الحركة      |        |
| 2011  | ذا إيلدر سكرولز 5: سكايرم       | عدة أدوار                       |                    |        |
| 2012  | ريزدنت إيفل: أوبريشن راكون سيتي | كارلوس أوليفيرا                 |                    | [ 9 ]  |
| 2014  | ولفينشتاين: ذا نيو أوردر        | فيرغوس ريد                      | أيضا التقاط الحركة |        |
| 2014  | إنمي فرونت                      | أصوات إضافية                    |                    |        |

## وصلات خارجية
- جدعون إيمري على موقع IMDb (الإنجليزية)
- جدعون إيمري على موقع ألو سيني (الفرنسية)
- جدعون إيمري على موقع ميوزك برينز (الإنجليزية)
- جدعون إيمري على موقع أول موفي (الإنجليزية)
- جدعون إيمري على موقع قاعدة بيانات الفيلم (الإنجليزية)
- جدعون إيمري على موقع كينوبويسك (الروسية)